# Gudrun Kadereit

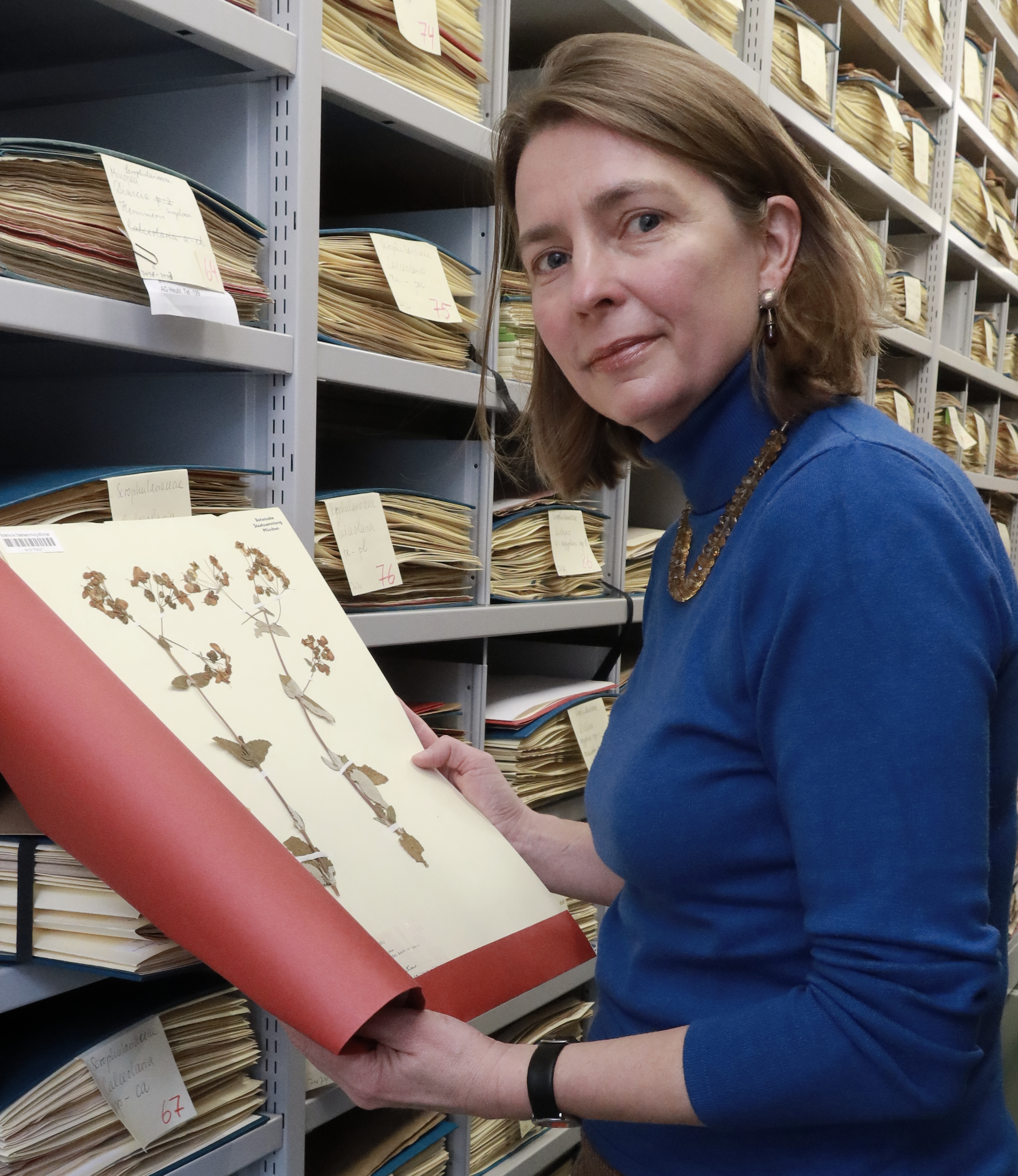
Gudrun Kadereit, 2022

Gudrun Kadereit (* 26. März 1969 in Bramsche) ist eine deutsche Botanikerin, seit 2021 Professorin in der Fakultät für Biologie an der Ludwig-Maximilians-Universität in München, dort Inhaberin des „Prinzessin Therese von Bayern Lehrstuhls für Systematik, Biodiversität und Evolution der Pflanzen“, sowie Direktorin des Botanischen Gartens München-Nymphenburg und Direktorin der Botanischen Staatssammlung München. Ihr botanisches Autorenkürzel lautet „G.Kadereit“. Gudrun Kadereit ist verheiratet mit dem Botaniker Joachim W. Kadereit.

## Ausbildung
Gudrun Kadereit wuchs in Balkum auf und machte 1988 im nahegelegenen Bramsche im Greselius-Gymnasium ihr Abitur. Von 1988 bis 1990 studierte sie an der Universität Osnabrück Biologie und legte dort ihr Vordiplom ab. 1990 setzte sie für ein halbes Jahr ihr Biologiestudium in Schottland an der University of Stirling im Rahmen eines Austauschprogramms fort. 1991 ging sie nach Göttingen und studierte dort an der Universität bei dem Vegetationskundler Hartmut Dierschke, wo sie unter anderem im Rahmen einer Exkursion nach Brasilien vegetationskundliche Daten zur dort von den Bauern betriebenen Wald-Feld-Wechselwirtschaft sammelte. Ihr Studium in Göttingen schloss Gudrun Kadereit mit dem Diplom in Biologie ab.

## Beruflicher Werdegang
Von 1994 bis 1999 arbeitete Gudrun Kadereit als Doktorandin bei Susanne Renner an der Johannes Gutenberg-Universität Mainz am „Institut für Spezielle Botanik und Botanischer Garten“ und erlangte dort ihren Doktorgrad, mit „Phylogeny, systematics and ecology of the Dissochaeteae (Melastomataceae)“ als Dissertationsthema. 2009 habilitierte sie am „Institut für Molekulare Physiologie“ der Johannes-Gutenberg-Universität Mainz bei Harald Paulsen mit einer Arbeit über „Evolution und Stammesgeschichte der Chenopodiaceae“. Von 2009 bis 2010 war sie im Rahmen eines Research-Visits an der University of California Berkeley am „Department Integrative Biology“ in Forschungsvorhaben eingebunden. Danach war sie als wissenschaftliche Mitarbeiterin an der Uni Mainz angestellt, teils im Rahmen von Forschungsprojekten des Bundesamts für Naturschutz und der Deutschen Forschungsgemeinschaft und später im Fachbereich Biologie der Uni Mainz, wo sie ab 2016 eine außerplanmäßige Professur hatte.
2021 wurde Kadereit an  den „Prinzessin Therese von Bayern Lehrstuhl für Systematik, Biodiversität und Evolution der Pflanzen“ der Ludwig-Maximilians-Universität in München berufen, wo sie zugleich als Direktorin sowohl des Botanischen Gartens München-Nymphenburg als auch der Botanischen Staatssammlung München fungiert.

## Forschung
Gudrun Kadereits Forschungsgebiet ist die Systematik und Evolution von Pflanzen. Ihre Forschungstätigkeit ist fokussiert auf Angiospermen, Phylogenetik, Systematik und Biogeographie. Zu ihren Forschungsschwerpunkten zählen die Familie der Fuchsschwanzgewächse, der Melastomataceae, der Crassulaceae, der Aizoaceae und der Zygophyllaceae. Sie befasst sich in ihrer Forschung zudem mit der Evolution der Photosynthese von C4-Pflanzen, mit dem Crassulaceen-Säurestoffwechsel (kurz CAM von Crassulacean Acid Metabolism), oder auch mit Themen wie der Evolution der schnellen Keimung von Pflanzensamen.

## Veröffentlichungen
Die Publikationsliste der Arbeiten von Gudrun Kadereit in Google Scholar enthält 20 Titel sowie Angaben, wie oft die wissenschaftlichen Arbeiten zitiert worden sind.